# Sutu
Leina est un village d'Estonie situé dans la commune de Pihtla du comté de Saare.